# Jeanne Louise Henriette Campan

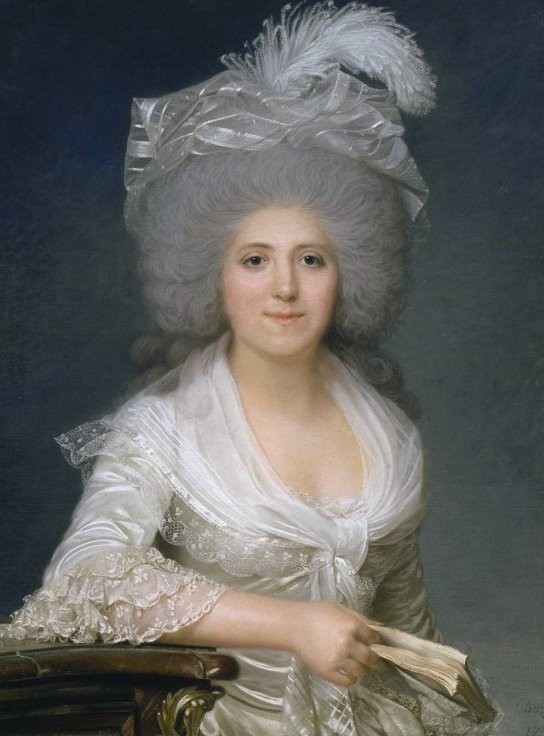
Madame Campan

Jeanne Louise Henriette Campan, meglio nota come Madame Campan (Parigi, 2 ottobre 1752 – Mantes-la-Jolie, 16 marzo 1822), fu la prima cameriera della regina Maria Antonietta di Francia.

## Biografia
Nata come Jeanne Louise Henriette Genet, sebbene la sua provenienza non fosse nobile, ricevette per merito del padre un'ottima educazione e a quindici anni sapeva comporre in versi, suonare e parlare italiano e inglese. Il suo maggior talento era la lettura, motivo per cui ebbe a Versailles la carica di lettrice delle figlie del re: Vittoria, Sofia e Luisa.
Nel 1770, quando a Versailles arrivò la giovane Maria Antonietta, sposa del delfino Luigi Augusto, Jeanne Louise fu nominata première femme de chambre, un'importante carica nella quale il titolo di cameriera non era inteso in senso servile come adesso, ma piuttosto come direttrice di camera, ovvero di tutte le attività legate alla vita della principessa nei suoi appartamenti. Nel 1774 convolò a nozze con François Bertholet-Campan, maestro del guardaroba della contessa d'Artois. I due ebbero un figlio chiamato Henri.
Mantenne la sua carica sino al 20 giugno 1792, quando la folla in tumulto assalì il palazzo delle Tuileries. In seguito a un secondo assalto, Maria Antonietta e la sua famiglia furono imprigionati nella torre del Tempio, e Madame Campan chiese di poter assistere la sovrana, ma la sua richiesta fu rifiutata. Insieme al giovane figlio e al marito infermo si trasferì a Coubertin, un villaggio nella valle di Chevreuse. Scampata agli orrori del Terrore, dopo il 9 termidoro, per mantenere la sua famiglia, fondò insieme ad una suora un collegio per signorine, l'Ecole de Saint-Germain en Laye; la più famosa delle sue allieve fu Ortensia di Beauharnais, la figlia di Giuseppina di Beauharnais, moglie di Napoleone Bonaparte. Quest'ultimo, colpito dall'eleganza e dalla cultura impartite nell'istituto, nel 1807 nominò Madame Campan sovrintendente dell'Accademia fondata da lui stesso a Écouen per l'educazione delle figlie e delle sorelle dei membri della Legione d'Onore. Dopo la caduta dell'imperatore e la restaurazione sul trono dei Borboni, nel 1814 la scuola venne chiusa e Madame Campan fu tacciata come traditrice, ma erano calunnie che circolavano a causa della sua connessione con i Bonaparte.
Madame Campan si ritirò a Mantes, dove si dedicò all'attività di saggista. Vi morì il 16 marzo 1822 a causa di una febbre putrida, dovuta probabilmente a un cancro allo stomaco. I suoi scritti furono pubblicati postumi, tra questi vi sono le sue memorie pubblicate nel 1823 con il titolo Mémoires sur la vie privée de Marie Antoinette, suivis de souvenirs et anecdotes historiques sur les règnes de Louis XIV-XV. Il suo saggio Dell'educazione (De l'Education des Femmes), pubblicato nel 1827, ebbe una grandissima fortuna fino alla prima metà dell'Ottocento. La sua fortunata opera sulle memorie della sfortunata regina viene citata nel romanzo Bouvard e Pecuchet (1882), dello scrittore francese Gustave Flaubert (cap. IV).

## Scritti
- Mémoires sur la vie privée de Marie Antoinette, suivis de souvenirs et anecdotes historiques sur les règnes de Louis XIV-XV (1823), pubblicato dalla Newton Compton con il titolo La vita segreta di Maria Antonietta, ISBN 88-541-0785-9.
- De l'Education des Femmes (1827), pubblicato dalla Laterza con il titolo De l'education, ISBN 88-8231-452-9.